# Блок 19а
Блок 19a је један од новобеоградских блокова на Новом Београду део месне заједнице Газела.

## Локација
Блок се налази на левој обали реке Саве и окружен је Блоком 19 и Блоком 23. Оивичен је улицама Владимира Поповића, Булевар Арсенија Чарнојевића и улицом Милентија Поповића..У његовој непосредној близини налази се и мост Газела који повезује Нови Београд са осталим београдским општинама и центром Београда.

## Историјат и изградња
Реализације и градња блока почела је 1975. године, а потпуно је завршена 1981. године.
Архитекти који су пројектовали блок су Милан Лојаница, Предраг Цагић, Боривоје Јовановић и Радисав Марић.

## Саобраћај
До блока се градским превозом може стићи аутобусима
- линија 18 (Медаковић - Земун).[3]
- линија 88 (Земун - Железник).[4]
- линија 601 (Сурчин - Железничка станица Београд–главна).[5]
- линија 74 (Бежанијска Коса - Миријево).[6]
- линија 17 (Коњарник - Земун).[7]
- линија 18 (Медаковић - Земун).[8]
- линија 85 (Баново брдо - Борча).[9]
- линија 89 (Блок 72 - Видиковац).[10]
- линија 95 (Блок 45 - Борча).[11]

И трамвајима
- линија 7 (Блок 45 - Устаничка)[12],
- линија 9 (Блок 45 - Бањица)[13] и
- линија 11 (Блок 45 - Калемегдан)[14] и
- линија 13 (Блок 45 - Баново Брдо) .[15]